# Ringsjömästaren
Ringsjömästaren är ett samlande mästarnamn för en grupp gravstenar från 1500-talet. 
Gravstenarna är lokaliserade i trakten av Ringsjön i Skåne. Stenarna har en gemensam utformning med en yttre arkitrav på pilastrar som innefattar en inre bågställning eller nisch. I sockeln inramas inskriftsfältet oftast av ett beslagsband. Till dessa hör även två gravstenar under läkaren vid Bosjökloster och gravstenarna i Norra Mellby och Stenhag. I sin komposition står Ringsjömästaren nära Krognosstenen som man har attribuerat till Hans Passke. 